# Petar II., ruski car
Petar II. (23. listopada 1715. – 29. siječnja 1730.), ruski car 1727. – 1730.

## Obitelj i prve godine
Petar II. je bio sin ruskog prijestolonasljednika Alekseja i Eudoksije od Brunswicka čija sestra je vjenčana za cara Karla VI. Kako mu se otac žestoko protivio modernizaciji Rusije koju provodi Petar Veliki (djed Petra II.) on polagano pada svojim glupim potezima u njegovu nemilost. Na kraju 1718. godine Alekseja je otac zbog navodne zavjere mučio i osudio na smrt. Prije izvršenja presude on umire u zatvoru.
Život Petra II. tada postaje život malenog princa u očajnoj situaciji pošto mu je još majka umrla pri porodu. Djed Petar Veliki mu je bio dodijelio još u trenutku rođenja titulu velikog kneza, ali nije htio imati nikakva posla s njim i držao ga je gotovo u kućnom pritvoru s loše odabranim osobljem. 

## Car
Stupanje na vlast Petrove žene Katarine I. nakon njegove smrti je bilo iznenađenje za većinu stanovnika Rusije pošto su oni priznavali nasljedno prava malenog princa. Njegova sudbina se tada ne mijenja pošto on i dalje živi zapušten u svom "kućnom pritvoru". Prerana smrt carice 17. svibnja 1727. napokon otvara put prema kruni Petru II. iako bi po tradiciji vlast trebala prijeći na njenu djecu ( s vladajućeg cara na njegovu djecu ). Kako bi dodao dozu legalnosti ovoj odluci Vrhovni tajni savjet je krivotvorio oporuku carice kako bi se ispunili zahtjevi stanovništva i cara Svetog Rimskog Carstva.
Za državu se tom promjenom na prijestolje nije ništa promijenilo. Svu vlast je i dalje držao knez Menšikov koji će biti svrgnut tek u rujnu 1727. godine plemićkim udarom. Nakon njega novi carev zaštitnik postaje Vasilije Lukič. S ciljem osiguravanja svoje vlasti nad carem novi regent uređuje njegovo premještanje u Moskvu gdje će i biti okrunjen 1728. godine. Da utjecaj familije Vasilija Jukiča ne bi bio samo privremen on zaručuje svoju nećakinju 1729. godine s tada još niti petnaestogodišnjim carem. 
Vjenčanje cara i nećakinje regenta je bilo određeno za 30. siječnja 1730. godine. Nekoliko dana prije određenog datuma Petar II. je obolio od boginja. Kako je postalo očito da on njeće preživjeti bolest tijekom posljednjeg dana života u krevet mu je ubačena supruga kako bi se pokušalo dobiti nasljednika. Po očekivanju doktora car je preminuo 29. siječnja 1730. godine stvorivši tako ponovni problem nasljeđivanja krune.
Petar II. je bio posljednji car ili veliki knez Rusije koji je pokopan u Moskvi.
| Prethodnik: | ruski car | Nasljednik: |
| Katarina I. | ruski car | Ana         |